# Fabio Nunziata
Fabio Nunziata (Cosenza, 21 febbraio 1965) è un montatore e regista italiano.

## Biografia
Si diploma presso il Centro sperimentale di cinematografia e, dopo aver montato due film del regista Pappi Corsicato, si fa notare con il lungometraggio (da lui montato e co-diretto con Eugenio Cappuccio e Massimo Gaudioso) Il caricatore. Nel 1998 il film viene presentato al Festival di Berlino e i tre vengono candidati al Nastro d'argento al miglior regista esordiente. Dopo un'altra co-regia (La vita è una sola) continua a lavorare con Gaudioso e Cappuccio solamente come montatore. Successivamente, oltre alle collaborazioni con Giacomo Campiotti, monta numerose produzioni di Abel Ferrara, fra cui Go Go Tales, Pasolini e alcuni documentari. Nel 2004 riceve una candidatura al Nastro d'argento al migliore montaggio per il film Il ritorno di Cagliostro.

## Filmografia

### Regista
- Il caricatore, co-regia con Eugenio Cappuccio e Massimo Gaudioso (1996)
- La vita è una sola, co-regia con Eugenio Cappuccio e Massimo Gaudioso (1999)

### Montatore

#### Cinema
- El infierno prometido, regia di Juan Manuel Chumilla-Carbajosa (1992)
- Libera, regia di Pappi Corsicato (1993)
- I buchi neri, regia di Pappi Corsicato (1995)
- Il caricatore, regia di Eugenio Cappuccio, Massimo Gaudioso e Fabio Nunziata (1996)
- La vita è una sola, regia di Eugenio Cappuccio, Massimo Gaudioso e Fabio Nunziata (1999)
- Chimera, regia di Pappi Corsicato (2001)
- Blek Giek, regia di Enrico Caria (2001)
- Aprimi il cuore, regia di Giada Colagrande (2002)
- Il ritorno di Cagliostro, regia di Daniele Ciprì e Franco Maresco (2003)
- Mary, regia di Abel Ferrara (2005)
- Mai + come prima, regia di Giacomo Campiotti (2005)
- Uno su due, regia di Eugenio Cappuccio (2006)
- Il giorno + bello, regia di Giacomo Campiotti (2006)
- Il matrimonio negato, regia di Antonio Ciano (2007)
- Go Go Tales, regia di Abel Ferrara (2007)
- Napoli Napoli Napoli, regia di Abel Ferrara (2009)
- L'erede - The Heir, regia di Michael Zampino (2010)
- Se sei così ti dico sì, regia di Eugenio Cappuccio (2011)
- La moglie del sarto, regia di Massimo Scaglione (2014)
- Non lo so ancora, regia di Fabiana Sargentini (2014)
- Pasolini, regia di Abel Ferrara (2014)
- Porno e libertà, regia di Carmine Amoroso - documentario (2016)
- Un paese quasi perfetto, regia di Massimo Gaudioso (2016)
- Alive in France, regia di Abel Ferrara - documentario (2017)
- Il mondo di mezzo, regia di Massimo Scaglione (2017)
- Piazza Vittorio, regia di Abel Ferrara - documentario (2017)
- Beate, regia di Samad Zarmandili (2018)
- Arbëria, regia di Francesca Olivieri (2019)
- The Projectionist, regia di Abel Ferrara - documentario (2019)
- Tommaso, regia di Abel Ferrara (2019)
- Siberia, regia di Abel Ferrara (2020)
- La mia ombra è tua, regia di Eugenio Cappuccio (2022)
- The Last Ride of the Wolves, regia di Alberto De Michele (2022)

#### Televisione
- La fuga degli innocenti, regia di Leone Pompucci - serie TV (2004)
- I delitti del BarLume, regia di Eugenio Cappuccio - serie TV, 1x01-1x02 (2013)

## Riconoscimenti
- Nastro d'argento
  - 1998 – Candidatura al Nastro d'argento al miglior regista esordiente (Il caricatore)
  - 2004 – Candidatura al Nastro d'argento al migliore montaggio (Il ritorno di Cagliostro)
- Torino Film Festival
  - 1996 – Premio Holden – Menzione speciale alla sceneggiatura a Il caricatore
- Bellaria Film Festival
  - 1997 – Premio Casa rossa a Il caricatore
- Ciak d'oro
  - 1997 – Miglior opera prima a Il caricatore[4]